# Depanthus
Depanthus, rod gesnerijevki smješten u podtribus Negriinae, tribus Coronanthereae, dio potporodice Gesnerioideae. Pripadaju mu dvije vrste drveća, oba endemi s Nove Kaledonije

## Etimologija
Ime očito dolazi od grčkog δεπας, depas = šalica, zdjela, i άνθος, anthos = cvijet, što se odnosi na gotovo aktinomorfni zvonasti vjenčić.

## Opis
Kao i neki drugi rodovi (Fieldia, Coronanthera) iz australsko-pacifičke regije, Depanthus raste kao grmlje ili malo drveće do 10 m ili više. Listovi su nasuprotni i često anizofilni, a biljke imaju cvatove dugih cvjetnih stapki s malo cvjetova. Postoje dvije vrste, D. pubescens i D. glaber.
Ove dvije vrste rastu na francuskom teritoriju Nove Kaledonije, kompleksa otoka sjeverno od Novog Zelanda i istočno od SI Australije. Njihovo stanište su planinske šume.
Rod je još uvijek vrlo malo poznat. Tipska vrsta je prvi put opisana u Coronanthera, ali je kasnije premještena u vlastiti rod. Ostaje sumnja - Burtt (1998a: 7) je izjavio: "Ako se ne pronađu potvrdni znakovi, trebalo bi ga vratiti Coronantheri."
Plod je jajolika, kratko izbočena čahura, septicidno dehiscentna. Broj kromosoma: nepoznat.

## Vrste
1. Depanthus glaber (C.B.Clarke) S.Moore
2. Depanthus pubescens Guillaumin